# Michelagnolo Galilei
Michelagnolo Galilei (soms ook gespeld Michelangelo) (Florence, 18 december 1575 – ?, 3 januari 1631) was een Italiaans componist en luitspeler van de late Renaissance en de vroege Barok. Hij was vooral actief in  Beieren en Polen.  Hij was de zoon van de muziektheoreticus en luitspeler Vincenzo Galilei en de jongere broer van  Galileo Galilei (geboren 1564).